# HD 60584
HD 60584，又名CD-23 5709，SAO 174019、HR 2909，是一颗恒星，视星等为5.83，位于銀經238.56，銀緯-1.71，其B1900.0坐标为赤經7h 30m 5s，赤緯-23° -1.71′ 20″。